# Lunatic Doll〜暗殺警告
『Lunatic Doll〜暗殺警告』（ルナティック・ドール〜あんさつけいこく）は、浜田麻里の1枚目のアルバム。ビクター音楽産業／Invitationから1983年4月21日に発売された。

## 背景
浜田が15歳の頃から、CMソングを歌唱するなど歌手として活動し、この頃からメジャー・デビューする話はあったという。きっかけとして、浜田が大学時代に『EastWest』の予選に参加した際、レイズインの関係者に「ハード系の音楽性でぜひいきたい」と声を掛けられたことで、当時浜田の中で「どういう形でいつデビューをするんだろうっていうのは、ずっと模索していた日々」だったといい、趣味で始めた『ハードロックボーカル』に結びつき、そこで「『これは新しい！』と一気に開眼しました」と決心がついたため、メジャー・デビューに結び付いたという。
レイズインがビーイング系の事務所だった繋がりで、ヘヴィメタルバンド・LOUDNESSのメンバーである樋口宗孝がサウンドプロデュースを手がける体制で制作が進み、1983年4月21日に、コピーライターの糸井重里が発案したキャッチコピー『麻里ちゃんはヘビーメタル』でメジャー・デビューを果たした。糸井を起用したきっかけとして、浜田いわくビクターの初代宣伝担当が糸井と友人関係にあり「軽く頼んだっていう感じだったと思います」と懐古している。
浜田をアイドル的な売り方をしていたことに加え、当時ヘヴィメタルがあまり一般的ではなかったため、コアなファンからは「ヘビメタにアイドル？」という冷めた反応で、ヘヴィメタルに馴染みのないリスナーは「ヘビメタなんか聞けないや」といずれも敬遠され、浜田は「初期の頃はそれなりにフラストレーションもありましたね」と懐古し、同時に「『あぁ、そういうふうに括られるんだな』となった時点で腹を括ったようなところはありました。自分としては日本にないタイプの、洋楽的でパワフルな、すごく新しいと思われるような女性ボーカリストとしてハードな音でデビューしたいっていう、それだけでしたね」と語っている。

## 批評
| 専門評論家によるレビュー | 専門評論家によるレビュー |
| レビュー・スコア         | レビュー・スコア         |
| 出典                     | 評価                     |
| ------------------------ | ------------------------ |
| CDジャーナル             | 肯定的                   |

『CDジャーナル』は、浜田のデビューが衝撃的だった理由として「ヘヴィ・メタ特有の攻撃性を清潔なイメージという名のオブラートで包み込んだからだ」と結論付けたうえで、2枚目のアルバム『ROMANTIC NIGHT〜炎の誓い』（1983年）と同時に批評し「ここで独自のハイトーン・ヴォイスやロング・ヴィブラートといった“麻里節”がすでに完成されているのはサスガだ」としたうえで「この初期の2作に関しては100%満足できるハズだ」に肯定的に評価している。

## 収録曲

### LPレコード盤
| 全作詞・作曲・編曲: 樋口宗孝 and HIGUCHI PROJECT TEAM。 |                                                                |                                   |                                   |      |
| #                                                       | タイトル                                                       | 作詞                              | 作曲・編曲                        | 時間 |
| 1.                                                      | 「NOAH」(ノア)                                                 | 樋口宗孝 and HIGUCHI PROJECT TEAM | 樋口宗孝 and HIGUCHI PROJECT TEAM | 3:49 |
| 2.                                                      | 「TOKIO MAKIN' LOVE」(トキオ・メイキン・ラヴ)                  | 樋口宗孝 and HIGUCHI PROJECT TEAM | 樋口宗孝 and HIGUCHI PROJECT TEAM | 3:45 |
| 3.                                                      | 「RUNAWAY FROM YESTERDAY」(ランナウェイ・フロム・イエスタデイ) | 樋口宗孝 and HIGUCHI PROJECT TEAM | 樋口宗孝 and HIGUCHI PROJECT TEAM | 5:46 |
| 4.                                                      | 「LOVE MAKER」(ラヴ・メーカー)                                 | 樋口宗孝 and HIGUCHI PROJECT TEAM | 樋口宗孝 and HIGUCHI PROJECT TEAM | 1:50 |
| 5.                                                      | 「BLACK HOLE」(ブラック・ホール)                               | 樋口宗孝 and HIGUCHI PROJECT TEAM | 樋口宗孝 and HIGUCHI PROJECT TEAM | 4:54 |
| 合計時間:                                               | 合計時間:                                                      | 20:04                             |                                   |      |

| 全作詞・作曲・編曲: 樋口宗孝 and HIGUCHI PROJECT TEAM。 |                                               |                                   |                                   |      |
| #                                                       | タイトル                                      | 作詞                              | 作曲・編曲                        | 時間 |
| 1.                                                      | 「ALL NIGHT PARTY」(オール・ナイト・パーティ) | 樋口宗孝 and HIGUCHI PROJECT TEAM | 樋口宗孝 and HIGUCHI PROJECT TEAM | 5:53 |
| 2.                                                      | 「MISTRESS」(女支配者)                        | 樋口宗孝 and HIGUCHI PROJECT TEAM | 樋口宗孝 and HIGUCHI PROJECT TEAM | 0:33 |
| 3.                                                      | 「SPACER」(スペーサー)                        | 樋口宗孝 and HIGUCHI PROJECT TEAM | 樋口宗孝 and HIGUCHI PROJECT TEAM | 3:10 |
| 4.                                                      | 「LIGHTS」(ライツ)                            | 樋口宗孝 and HIGUCHI PROJECT TEAM | 樋口宗孝 and HIGUCHI PROJECT TEAM | 3:58 |
| 5.                                                      | 「BOTTOM ENERGY」(ボトム・エナジー)           | 樋口宗孝 and HIGUCHI PROJECT TEAM | 樋口宗孝 and HIGUCHI PROJECT TEAM | 4:00 |
| 合計時間:                                               | 合計時間:                                     | 17:34                             |                                   |      |

### CD盤
| 全作詞・作曲・編曲: 樋口宗孝 and HIGUCHI PROJECT TEAM。 |                                                                |                                   |                                   |      |
| #                                                       | タイトル                                                       | 作詞                              | 作曲・編曲                        | 時間 |
| 1.                                                      | 「NOAH」(ノア)                                                 | 樋口宗孝 and HIGUCHI PROJECT TEAM | 樋口宗孝 and HIGUCHI PROJECT TEAM | 3:49 |
| 2.                                                      | 「TOKIO MAKIN' LOVE」(トキオ・メイキン・ラヴ)                  | 樋口宗孝 and HIGUCHI PROJECT TEAM | 樋口宗孝 and HIGUCHI PROJECT TEAM | 3:45 |
| 3.                                                      | 「RUNAWAY FROM YESTERDAY」(ランナウェイ・フロム・イエスタデイ) | 樋口宗孝 and HIGUCHI PROJECT TEAM | 樋口宗孝 and HIGUCHI PROJECT TEAM | 5:46 |
| 4.                                                      | 「LOVE MAKER」(ラヴ・メーカー)                                 | 樋口宗孝 and HIGUCHI PROJECT TEAM | 樋口宗孝 and HIGUCHI PROJECT TEAM | 1:50 |
| 5.                                                      | 「BLACK HOLE」(ブラック・ホール)                               | 樋口宗孝 and HIGUCHI PROJECT TEAM | 樋口宗孝 and HIGUCHI PROJECT TEAM | 4:54 |
| 6.                                                      | 「ALL NIGHT PARTY」(オール・ナイト・パーティ)                  | 樋口宗孝 and HIGUCHI PROJECT TEAM | 樋口宗孝 and HIGUCHI PROJECT TEAM | 5:53 |
| 7.                                                      | 「MISTRESS」(女支配者)                                         | 樋口宗孝 and HIGUCHI PROJECT TEAM | 樋口宗孝 and HIGUCHI PROJECT TEAM | 0:33 |
| 8.                                                      | 「SPACER」(スペーサー)                                         | 樋口宗孝 and HIGUCHI PROJECT TEAM | 樋口宗孝 and HIGUCHI PROJECT TEAM | 3:10 |
| 9.                                                      | 「LIGHTS」(ライツ)                                             | 樋口宗孝 and HIGUCHI PROJECT TEAM | 樋口宗孝 and HIGUCHI PROJECT TEAM | 3:58 |
| 10.                                                     | 「BOTTOM ENERGY」(ボトム・エナジー)                            | 樋口宗孝 and HIGUCHI PROJECT TEAM | 樋口宗孝 and HIGUCHI PROJECT TEAM | 4:00 |
| 合計時間:                                               | 合計時間:                                                      | 37:38                             |                                   |      |

## 参加ミュージシャン
- Drums : 樋口宗孝 (LOUDNESS)
- Bass : 長沢ヒロ
- Guitars : 北島健二, 湯浅晋 (only A-5), 松沢浩明 (only B-4)
- Keyboards : 中島優貴

## リリース日一覧
| 地域 | リリース日     | レーベル                                      | 規格   | 規格品番   | 概要                                                         | 順位 |
| ---- | -------------- | --------------------------------------------- | ------ | ---------- | ------------------------------------------------------------ | ---- |
| 日本 | 1983年4月21日  | ビクター音楽産業／Invitation                  | LP     | VIH-28124  |                                                              | 73位 |
| 日本 | 1988年3月21日  | ビクター音楽産業／Invitation                  | CD     | VDR-1503   | 初CD (廃盤)                                                  | -    |
| 日本 | 1994年3月24日  | ビクターエンターテイメント／SPEEDSTAR RECORDS | CD     | VICL-22022 | 再発 (廃盤)                                                  | -    |
| 日本 | 2008年10月22日 | ビクターエンターテイメント／Invitation        | CD     | VICL-63086 | デジタル・リマスタリング / 25th Anniversary 紙ジャケット仕様 | -    |
| 日本 | 2014年1月15日  | JVCケンウッド・ビクターエンタテインメント     | SHM-CD | VICL-70107 | デジタル・リマスタリング / 30周年記念高音質SHM-CD化          | -    |